# I-171 (tàu ngầm Nhật)
I-71, sau đổi tên thành I-171, là một tàu ngầm tuần dương  Lớp Kaidai thuộc phân lớp Kaidai VIa nhập biên chế cùng Hải quân Đế quốc Nhật Bản vào năm 1935. Nó đã phục vụ trong suốt Chiến tranh Thế giới thứ hai, hỗ trợ cho cuộc tấn công Trân Châu Cảng, tham gia Trận Midway và chiến dịch quần đảo Aleut trước khi bị tàu khu trục Hoa Kỳ đánh chìm tại khu vực đảo Buka, New Guinea vào ngày 1 tháng 2, 1944.

## Thiết kế và chế tạo

### Thiết kế
Phân lớp tàu ngầm Kaidai VIa là phiên bản được cải tiến từ phân lớp Kaidai V với tốc độ đi nổi nhanh hơn và lặn sâu hơn. Chúng có trọng lượng choán nước 1.814 tấn (1.785 tấn Anh) khi nổi và 2.479 tấn (2.440 tấn Anh) khi lặn, lườn tàu có chiều dài 104,7 m (343 ft 6 in), mạn tàu rộng 8,2 m (26 ft 11 in) và mớn nước sâu 4,57 m (15 ft 0 in). Con tàu có thể lặn sâu 75 m (246 ft) và có một thủy thủ đoàn đầy đủ bao gồm 68 sĩ quan và thủy thủ.
Chiếc tàu ngầm trang bị hai động cơ diesel Kampon Mk.1A Model 8 hai thì công suất 4.500 mã lực phanh (3.356 kW), mỗi chiếc vận hành một trục chân vịt. Khi lặn, mỗi trục được vận hành bởi một động cơ điện 900 mã lực (671 kW). Con tàu có thể đạt tốc độ tối đa 23 hải lý trên giờ (43 km/h; 26 mph) khi nổi và 8 hải lý trên giờ (15 km/h; 9,2 mph) khi lặn. Khi Kaidai VIa di chuyển trên mặt nước nó đạt tầm xa hoạt động 14.000 hải lý (26.000 km; 16.000 mi) ở tốc độ 10 hải lý trên giờ (19 km/h; 12 mph), và có thể lặn xa 65 nmi (120 km; 75 mi) ở tốc độ 3 hải lý trên giờ (5,6 km/h; 3,5 mph).
Lớp Kaidai VIa có sáu ống phóng ngư lôi 53,3 cm (21,0 in), gồm bốn ống trước mũi và hai ống phía đuôi, và mang tổng cộng 14 ngư lôi. Vũ khi trên boong tàu bao gồm hải pháo 10 cm (3,9 in)/50 caliber lưỡng dụng (chống hạm và phòng không), cùng một súng máy 13,2 mm (0,52 in) phòng không.

### Chế tạo
Trong khuôn khổ Chương trình Vũ trang Hải quân Bổ sung thứ nhất năm 1931, I-71 được đặt lườn xưởng đóng tàu của hãng Kawasaki tại Kobe vào ngày 15 tháng 2, 1933 và được hạ thủy vào ngày 25 tháng 8, 1934. Nó hoàn tất và nhập biên chế vào ngày 24 tháng 12, 1935.

## Lịch sử hoạt động

### 1934 - 1940
Vào ngày nhập biên chế, I-71 được điều về Quân khu Hải quân Kure, rồi gia nhập Đội tàu ngầm 20 thuộc quân khu này vào ngày 7 tháng 1, 1937. Đội tàu ngầm 20 được điều động sang Hải đội Tàu ngầm 3 trực thuộc Đệ Nhị hạm đội, thuộc thành phần Hạm đội Liên hợp vào ngày 1 tháng 12, 1937. I-71 quay trở lại dưới quyền Quân khu Hải quân Kure vào ngày 1 tháng 2, 1938, rồi gia nhập trở lại Đội tàu ngầm 20 vào ngày 5 tháng 7, 1938, lúc này thuộc Hải đội Tàu ngầm 2 trực thuộc Đệ Nhị hạm đội. Đội tàu ngầm 20 lại được điều trở lại Hải đội Tàu ngầm 3 và vẫn trực thuộc Đệ Nhị hạm đội vào ngày 15 tháng 11, 1939, rồi Hải đội Tàu ngầm 3 được chuyển sang Đệ Lục hạm đội, thuộc thành phần Hạm đội Liên hợp, vào ngày 15 tháng 11, 1940.

### 1941
Vào đầu tháng 11, Hải đội Tàu ngầm 3 được điều động về Lực lượng Viễn Chinh Tiền Phương của Đệ Lục hạm đội, rồi đến ngày 11 tháng 11, bên trên soái hạm Katori, Phó đô đốc Shimizu Mitsumi, Tư lệnh Đệ Lục hạm đội, công bố Kế hoạch Z, là kế hoạch tấn công căn cứ Trân Châu Cảng của Hải quân Hoa Kỳ, mở màn cho cuộc xung đột tại Thái Bình Dương. Khi lực lượng Hải quân Nhật Bản bắt đầu được huy động cho chiến dịch, I-71 khởi hành từ vịnh Saeki tại bờ biển Kyūshū vào ngày 11 tháng 11, cùng với các tàu ngầm I-168, I-169, I-70, I-72 và I-73 hướng sang Kwajalein thuộc quần đảo Marshall, đến nơi vào ngày 20 tháng 11.

#### Chuyến tuần tra thứ nhất - Tấn công Trân Châu Cảng
Chiếc tàu ngầm lại khởi hành từ Kwajalein ba ngày sau đó cho chuyến tuần tra đầu tiên, hướng sang khu vực quần đảo Hawaii. Lúc đang trên đường đi, vào ngày 2 tháng 12, nó nhận được thông điệp từ Hạm đội Liên hợp: "Leo núi Niitaka 1208" (tiếng Nhật: Niitakayama nobore 1208), là mật lệnh cho biết chiến sự với Khối Đồng Minh sẽ bắt đầu vào ngày 8 tháng 12 (theo giờ Nhật Bản, tức ngày 7 tháng 12 tại Hawaii bên kia đường đổi ngày). Vào ngày 5 tháng 12, I-71 tiến hành trinh sát eo biển Alalakeiki tại quần đảo Hawaii giữa Maui và Kahoolawe. Sau đó nó cùng các tàu ngầm I-72 và I-73 trinh sát nơi neo đậu Lahaina Roads, không tìm thấy tàu chiến Hoa Kỳ nào tại đây.
Vào đúng ngày 7 tháng 12, các tàu ngầm khác thuộc Hải đội Tàu ngầm 3 được bố trí về phía Nam Oahu, sẵn sàng tấn công mọi tàu bè tìm cách thoát khỏi Trân Châu Cảng. Ba tàu ngầm I-71, I-72 và I-73 thuộc Đội tàu ngầm 20 được bố trí hoạt động ở khoảng cách 25–50 nmi (46–93 km) về phía Đông Nam Oahu. I-71 chịu đựng nhiều đợt tấn công bằng mìn sâu trong chiến dịch này. Trên đường quay trở về căn cứ, nó trồi lên mặt nước ngoài khơi đảo Johnston vào ngày 21 tháng 12, để tìm cách bắn phá các cơ sở quân sự trên đảo này, nhưng hỏa lực bắn trả từ pháo phòng thủ duyên hải đối phương buộc nó phải lặn xuống và rút lui. Con tàu về đến Kwajalein vào ngày 28 tháng 12.

### 1942

#### Chuyến tuần tra thứ hai
Vào ngày 12 tháng 1, 1942, I-71 khởi hành từ Kwajalein cho chuyến tuần tra thứ hai, cùng với các tàu ngầm I-72 và I-73. Họ thay phiên cho các tàu ngầm I-18, I-22 và I-24 tại một tuyến tuần tra tại vùng biển Hawaii. Lúc bình minh ngày 28 tháng 1, tại eo biển Alenuihaha ngoài khơi Hana trên đảo Maui, cách 30 nmi (56 km) về phía Bắc ʻUpolu Point, điểm cực Bắc của đảo Hawaii, nó tấn công một đoàn tàu vận tải đang trên đường từ Kahului, Maui, đến Hilo, Hawaii. Nó phóng hai quả ngư lôi tấn công tàu vận tải Lục quân USAT Royal T. Frank (622 tấn), và khi cả hai quả đều trượt, I-71 phóng thêm quả thứ ba lúc 07 giờ 10 phút trúng đích, khiến General Royal T. Frank nổ tung và đắm chỉ trong vòng 30 giây; 24 hành khách và thủy thủ trong tổng số 60 người đã thiệt mạng. I-71 quay trở về Kwajalein vào ngày 16 tháng 2.
Đến ngày 18 tháng 2, I-71 khởi hành từ Kwajalein để để cùng tàu ngầm I-72 tuần tra phòng thủ tại khu vực Rabaul, trên đảo New Britain, sau khi Lực lượng Đặc nhiệm 11 của Hải quân Hoa Kỳ tiếp cận để không kích căn cứ này. Mất yếu tố bất ngờ, lực lượng Hoa Kỳ hủy bỏ kế hoạch tấn công và rút lui, nên I-71 chuyển hướng sang tuần tra khu vực phía Đông đảo Wake. Không tìm thấy mục tiêu nào phù hợp, chiếc tàu ngầm quay trở về Nhật Bản, về đến Kure, Hiroshima vào ngày 6 tháng 3. Trong khi con tàu được đại tu, Đội tàu ngầm 20 được giải thể, và I-71 được điều sang Đội tàu ngầm 12.

#### Chuyến tuần tra thứ ba
I-71 khởi hành từ Kure cho chuyến tuần tra thứ ba vào ngày 15 tháng 4, khi nó cùng chiếc I-72 hoạt động trên một tuyến tuần tra. Không tìm thấy mục tiêu nào phù hợp, chiếc tàu ngầm quay trở về Kwajalein vào ngày 10 tháng 5. Đang khi ở lại Kwajalein, con tàu được đổi tên thành I-171 vào ngày 20 tháng 5.

#### Trận Midway
I-171 rời Kwajalein vào ngày 24 tháng 5 cho hoạt động tiếp theo nhằm hỗ trợ cho Chiến dịch MI, là kế hoạch xâm chiếm đảo Midway. Nhiệm vụ đầu tiên của nó là hỗ trợ cho giai đoạn chuẩn bị trong Chiến dịch K-2 tại bãi cạn Frigate Pháp, nơi các tàu ngầm I-121 và I-123 sẽ tiếp nhiên liệu cho hai thủy phi cơ Kawanishi H8K, để chúng tiến hành trinh sát Trân Châu Cảng.  Trong khi đó tàu ngầm I-122 sẽ tuần tra phía Nam Trân Châu Cảng để cứu vớt đội bay các chiếc H8K nếu chúng bị bắn rơi, còn I-171 hoạt động ở phía Đông bãi cạn Frigate Pháp trong vai trò cột mốc vô tuyến cho các thủy phi cơ. Tuy nhiên, khi I-123 đi đến bãi cạn Frigate Pháp vào cuối tháng 5, các tàu tiếp liệu thủy phi cơ USS Ballard (AVD-10) và USS Thornton (AVD-11) đã hoạt động cùng những thủy phi cơ tại khu vực này, nên Chiến dịch K-2 bị hủy bỏ.
Sau đó trong thành phần Hải đội Tàu ngầm 3, I-171 tham gia cùng các tàu ngầm I-168, I-169, I-174 và I-175 hoạt động trên một tuyến tuần tra tại Thái Bình Dương giữa 20°00′B 166°20′T / 20°B 166,333°T và 23°30′B 166°20′T / 23,5°B 166,333°T, với nhiệm vụ đánh chặn mọi lực lượng tăng viện từ Hawaii đến Midway. Trong Trận Midway diễn ra sau đó từ ngày 4 đến ngày 7 tháng 6, đồng đội của I-171 là I-168 đã phóng ngư lôi đánh chìm tàu sân bay USS Yorktown (CV-5), nhưng mọi tàu ngầm khác trên tuyến tuần tra đã không thể phát hiện đối phương, và phía Nhật Bản chịu một thất bại lớn với bốn tàu sân bay cùng một tàu tuần dương hạng nặng bị đánh chìm. I-171 kết thúc chuyến tuần tra khi về đến Kwajalein vào ngày 20 tháng 6.

#### Chuyến tuần tra thứ tư
Vào ngày 8 tháng 7, I-171 khởi hành từ Kwajalein cho chuyến tuần tra thứ tư để trinh sát các khu vực đảo Fiji và quần đảo Samoa. Từ ngày 16 đến ngày 24 tháng 7, nó hoạt động tại khu vực Fiji, không tìm thấy tàu bè đối phương tại cảng Suva, rồi chuyển khu vực Samoa, nơi nó trinh sát Pago Pago vào ngày 28 tháng 7. Sang ngày hôm sau nó phóng một quả ngư lôi duy nhất tấn công một tàu buôn không rõ lai lịch ngoài khơi đảo Tutuila, nhưng trượt mục tiêu. Nó kết thúc chuyến tuần tra tại căn cứ Truk vào ngày 12 tháng 8. Đến ngày 17 tháng 8, chiếc tàu ngầm rời Truk để quay trở về Nhật Bản, về đến Kure vào ngày 24 tháng 8, nưi nó được đại tu.

### 1943

#### Chuyến tuần tra thứ năm - Chiến dịch quần đảo Aleut
Sau khi hoàn tất việc sửa chữa, I-171 khởi hành từ Kure vào ngày 15 tháng 2, 1943 để vận chuyển tiếp liệu cho lực lượng Nhật Bản đồn trú tại đảo Kiska thuộc quần đảo Aleut, đến nơi vào ngày 26 tháng 2. Nó lên đường vào ngày 2 tháng 3 cho chuyến quay trở về, đi đến Paramushiro thuộc quần đảo Kuril vào ngày 18 tháng 3. Sau khi được tiếp nhiên liệu từ tàu tiếp dầu Teiyō Maru trong ngày 20 tháng 3, nó rời Paramushiro cho chuyến tuần tra thứ năm trong biển Bering, trong thành phần một tuyến canh phòng tại khu vực phụ cận 52°55′B 174°00′Đ / 52,917°B 174°Đ. Nó kết thúc chuyến tuần tra và quay trở về Yokosuka vào ngày 6 tháng 4. Đến ngày 13 tháng 5, Đội tàu ngầm 12 được điều sang Lực lượng Quân khu Bắc thuộc Đệ Ngũ hạm đội.

#### Chuyến tuần tra thứ sáu và thứ bảy
Trận Attu bắt đầu vào ngày 11 tháng 5, khi lực lượng Hoa Kỳ đổ bộ lên đảo Attu. Khi tình hình tại Attu xấu đi mười ngày sau đó, Đại bản doanh Nhật Bản quyết định cho triệt thoái lực lượng bị cô lập trên đảo Kiska. Cùng trong ngày 21 tháng 5, I-171 rời Yokosuka cho chuyến tuần tra thứ sáu hướng đến Kiska. Trên đường đi nó né tránh được một đợt tấn công bởi máy bay tuần tra tuần tra Hoa Kỳ. Trận chiến tại Attu kết thúc vào ngày 30 tháng 5, khi lực lượng Nhật Bản tại đây bị tiêu diệt. Sau chuyến tuần tra không có kết quả, chiếc tàu ngầm quay trở về Paramushiro vào ngày 16 tháng 6, nơi nó được chiếc Teiyō Maru tiếp nhiên liệu. Nó lại khởi hành từ Paramushiro vào ngày 26 tháng 6 cho chuyến tuần tra thứ bảy, cùng với I-175 hoạt động tại khu vực phụ cận Amchitka. Không bắt gặp mục tiêu nào phù hợp, nó quay trở về Paramushiro vào ngày 3 tháng 8.
Cùng vào thời gian này, những binh lính Nhật Bản cuối cùng được rút khỏi Kiska vào ngày 28 tháng 7, nhưng phía Đồng Minh không phát hiện ra việc triệt thoái, nên tung ra đợt tấn công toàn diện lên hòn đảo bị bỏ lại này vào ngày 15 tháng 8. Trước đó, I-171 Paramushiro vào ngày 5 tháng 8 để quay trở về Nhật Bản, về đến Kure vào ngày 10 tháng 8. Trong khi con tàu ở lại Kure, Đội tàu ngầm 12 được điều trở lại Hải đội Tàu ngầm 3.

#### Chuyến tuần tra thứ tám
I-171 khởi hành từ Kure vào ngày 17 tháng 9, và đi đến căn cứ Truk vào ngày 25 tháng 9. Nó khởi hành từ Truk vào ngày 7 tháng 10, với Đại tá Hải quân Hajime Kobayashi, Tư lệnh Đội tàu ngầm 12 trên tàu, cho chuyến tuần tra thứ tám để hoạt động trinh sát khu vực quần đảo New Hebrides. Trên đường đi, Kobayashi nhận mệnh lệnh từ Bộ chỉ huy Đệ Lục hạm đội phối hợp cùng các tàu ngầm I-21 và I-32 đánh chặn một đoàn sáu tàu tiếp dầu hạm đội Hoa Kỳ bị tàu ngầm I-36 phát hiện phía Nam quần đảo Hawaii. Tuy nhiên, chiếc thủy phi cơ Kawanishi H8K ("Emily") xuất phát từ Jaluit đã không tìm thấy đoàn tàu vận tải đối phương, nên kế hoạch tấn công bị hủy bỏ và chiếc tàu ngầm quay trở về Trul vào ngày 15 tháng 11.

### 1944
Tại Truk trong cuối tháng 12, 1943 và đầu tháng 1, 1944, I-169 được tiếp tế ngư lôi, đạn dược và thực phẩm từ tàu tiếp liệu tàu ngầm Heian Maru. Nó khởi hành từ Truk vào ngày 9 tháng 1, đi đến Rabaul bốn ngày sau đó.
Nó khởi hành từ Rabaul vào ngày 17 tháng 1 để đi sang khu vực New Guinea, và sau khi đi đến Gali vào ngày 22 tháng 1, nó đón hành khách lên tàu rồi lên đường ngay sau đó để quay trở lại Rabaul, đến nơi vào ngày 26 tháng 1. Chiếc tàu ngầm lại khởi hành từ Rabaul vào ngày 30 tháng 1, thực hiện một chuyến đi tiếp liệu cho lực lượng Nhật Bản đồn trú tại đảo Buka, vận chuyển các thùng tiếp liệu bằng cao su trên boong tàu. Nó hoàn thành việc chất dỡ tiếp liệu tại Buka vào ngày 1 tháng 2, và tiếp tục chuyến tuần tra. Con tàu liên lạc về căn cứ lần sau cùng vào ngày 1 tháng 2.

#### Bị mất
Vào ngày 1 tháng 2, các tàu khu trục Hoa Kỳ USS Guest và USS Hudson phát hiện qua radar I-171 đang di chuyển trên mặt nước ở khoảng cách 3.500 yd (3.200 m), tại vị trí 15 nmi (28 km) về phía Tây Buka. I-171 lặn xuống né tránh, các tàu khu trục tiếp tục dò thấy mục tiêu bằng sonar, nên đã thả mìn sâu tấn công, đánh chìm I-171 tại tọa độ 05°37′N 154°14′Đ / 5,617°N 154,233°Đ.
Bộ chỉ huy Lực lượng Tàu ngầm Khu vực Đông Nam tìm cách bắt liên lạc với I-171 nhiều lần trong ngày 3 tháng 2 nhưng không thành công, và con tàu không quay trở về Rabaul vào 18 giờ 00 ngày 5 tháng 2 theo kế hoạch. Đến ngày 12 tháng 3, phía Nhật Bản công bố I-171 đã bị mất ngoài khơi Buka với tổn thất toàn bộ thủy thủ đoàn. Tên nó được rút khỏi đăng bạ hải quân vào ngày 30 tháng 4, 1944.